# Bertrand-François Mahé de La Bourdonnais
Bertrand-François Mahé de La Bourdonnais (conde de La Bourdonnais) (Saint-Malo, 11 de febrero de 1699 - París, 10 de noviembre de 1753) fue un oficial naval y administrador francés, al servicio de la Compañía francesa de las Indias Orientales. 

## Biografía
La Bourdonnais nació en Saint-Malo, Bretaña. Desde niño le gustó el mar, y en 1718 entró a trabajar para la Compañía francesa de las Indias Orientales con el rango de teniente. En 1724 fue ascendido a capitán, y exhibió tal arrojo en la captura de Mahé en la costa Malabar que el nombre del poblado se agregó a su nombre. Durante dos años estuvo al servicio del virrey portugués de Goa, pero en 1735 regresó al servicio de Francia como gobernador de Île de France (Mauricio) y la Île de Bourbon (Réunion). Durante sus primeros cinco años en la isla llevó adelante una administración exitosa y pujante. Una visita que realizó a Francia en 1740 fue interrumpida por el comienzo de hostilidades con Gran Bretaña, y La Bourdonnais fue designado para comandar la flota en aguas del Océano Índico.

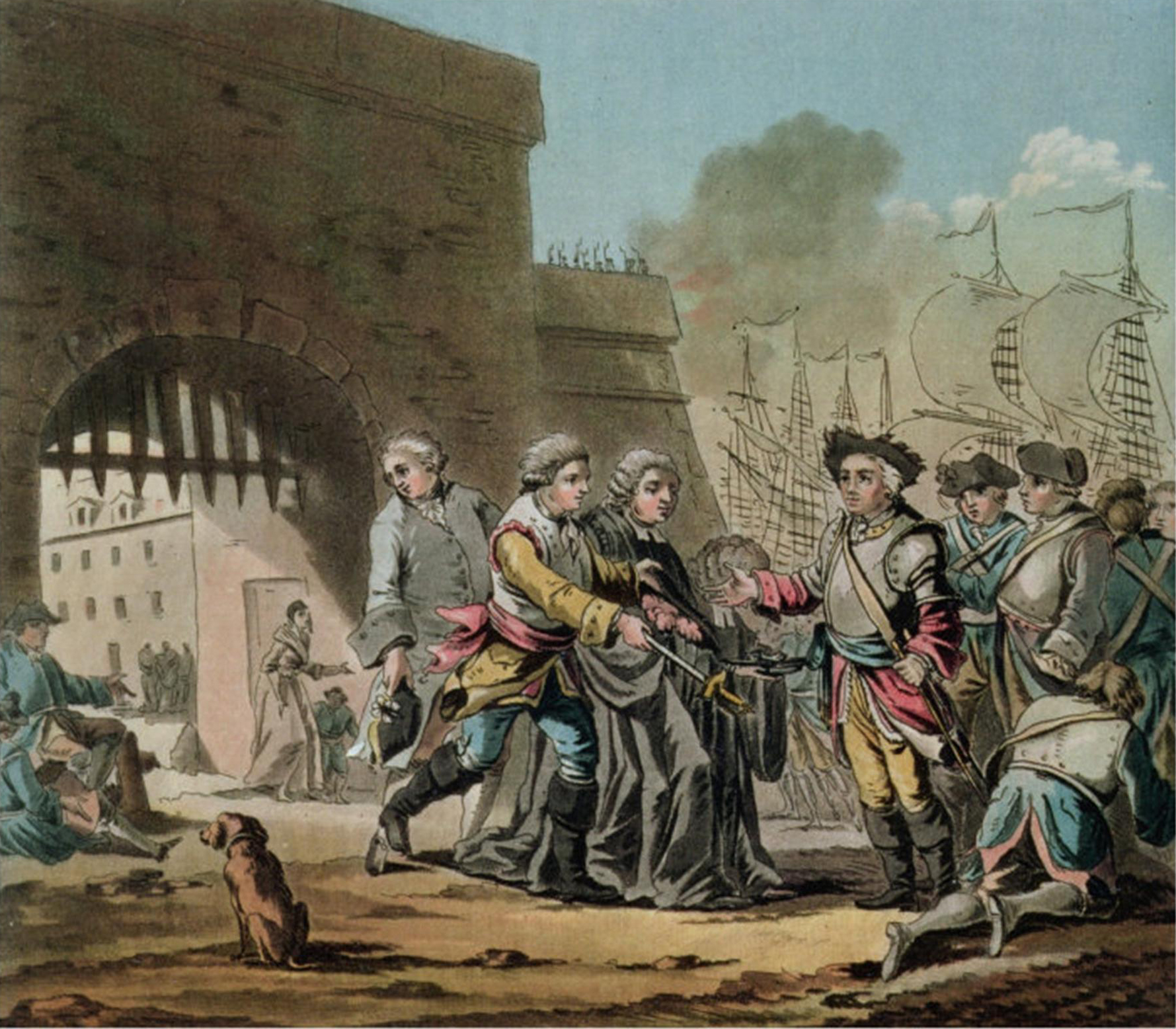
Rendición de la ciudad de Madras en 1746 ante de La Bourdonnais, por Jacques François Joseph Swebach.

La Bourdonnais auxilió al General Dupleix en Pondicherry, venció a Edward Peyton, y en 1746 participó en el asedio de Madras. Discutió con Dupleix sobre la forma en que se llevaban adelante los asuntos en la India, y su enojo aumentó cuando al regresar a Île de France, descubre que Dupleix había designado a un reemplazante en el cargo de gobernador. Partió en un barco holandés para llevar su caso ante la corte, y fue capturado por un barco británico, pero se le permitió regresar a Francia bajo palabra. En vez de buscar un arreglo en su pelea con Dupleix, fue arrestado en (1748) acusado de especulación y mala administración, permaneciendo encarcelado durante dos años en forma secreta en la Bastilla.

### Últimos años
Fue juzgado en 1751 y encontrado inocente, pero su salud se había resentido en prisión a lo que se agregaba su amargura por la pérdida de su propiedad. Hasta el final realizó acusaciones contra Dupleix. Falleció en París el 10 de noviembre de 1753. El gobierno francés le otorgó a su viuda una pensión de 2400 libras.

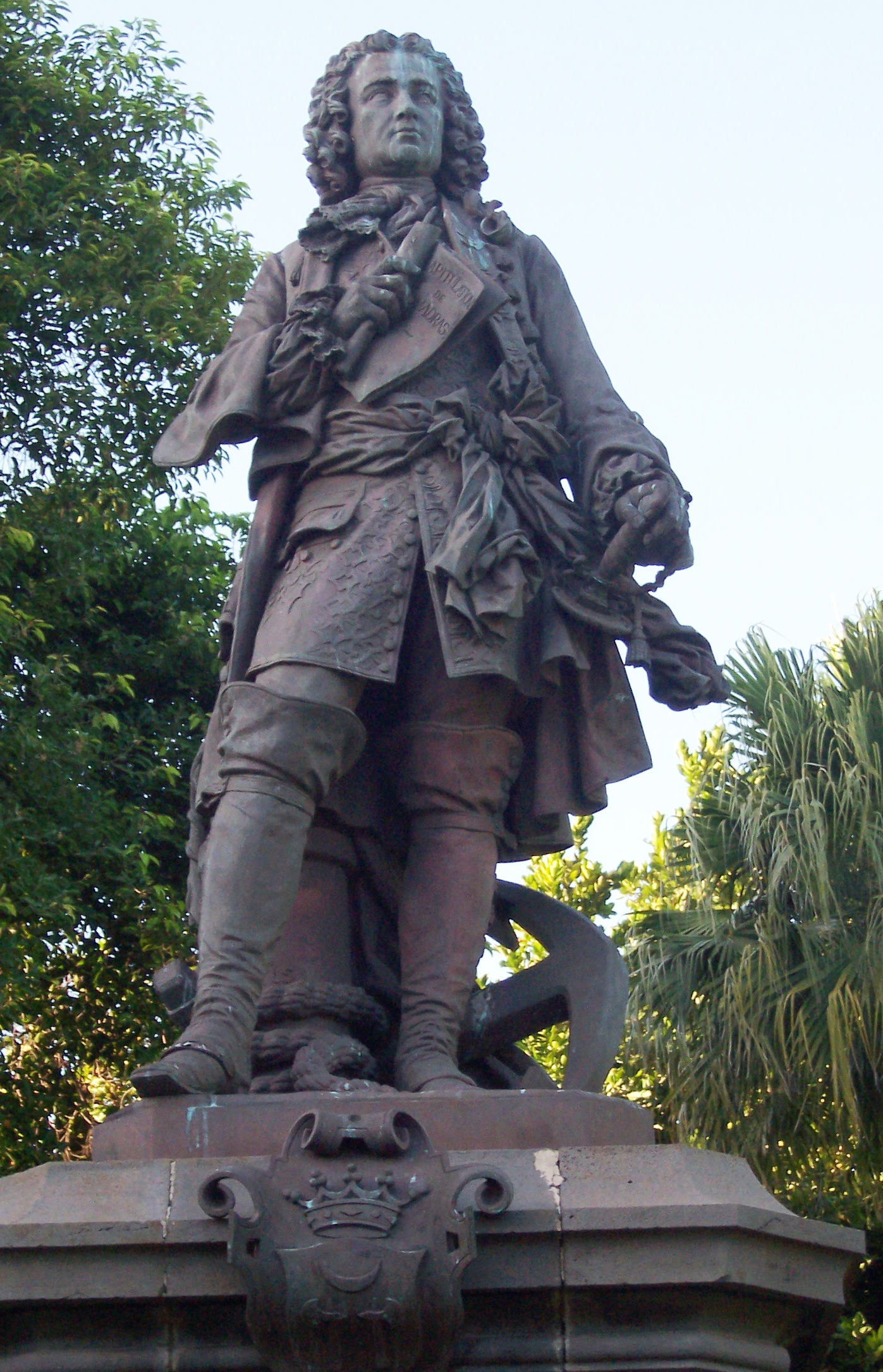
Estatua en Saint-Denis, Réunion.

## Homenajes
Varios sitios han sido designados en su honor, incluido Mahé (Seychelles), Mahébourg (Mauricio) y dos calles en Pondicherry: la calle Labourdonnais y calle Mahé de Labourdonnais. Port Louis, en Mauricio existe un hotel que lleva su nombre el Labourdonnais Waterfront Hotel y una escuela se denomina Liceo La Bourdonnais. 

## Legado
La Bourdonnais dejó sus memorias las que fueron publicadas por su nieto, un destacado jugador de ajedrez, el Conde Louis-Charles Mahé de La Bourdonnais (1795–1840). También escribió el Traité de la mâture des vaisseaux (París, 1723).